# 泉郵便局
泉郵便局（いずみゆうびんきょく）は宮城県仙台市泉区将監にある郵便局。民営化前の分類では集配普通郵便局であった。

## 概要
住所：〒981-3199 宮城県仙台市泉区将監8-10-3

### 出張所（局外設置ATM）
民営化後は、すべてゆうちょ銀行仙台支店の管轄となった。
- 西友仙台泉店内出張所
- セルバ内出張所
- 東北学院大学泉内出張所
- 八乙女駅内出張所
- ヨークベニマル泉将監店内出張所
- ヨークベニマル泉市名坂店内出張所

## 沿革
- 1872年（明治5年）旧7月 - 七北田（ななきた）郵便取扱所として開設[1]。
- 1875年（明治8年）1月1日 - 七北田郵便局（五等）となる。
- 1885年（明治18年）7月1日 - 七北田郵便受取所となる。
- 1895年（明治28年）5月31日 - 廃止。
- 1902年（明治35年）12月16日 - 七北田郵便局（三等）として再設置[2]。同日、貯金取扱を開始。
- 1912年（大正元年）9月12日 - 電話通話事務を開始[3]。
- 1953年（昭和28年）5月21日 - 電話交換事務の取扱を開始[4]。
- 1957年（昭和32年）5月1日 - 電話交換事務の取扱を七北田電話局（ただし営業事務については仙台電話局）に移管。
- 1960年（昭和35年）7月 - 局舎新築落成。
- 1972年（昭和47年）6月20日 - 和文電報配達業務を仙台中央電報局に移管。
- 1975年（昭和50年）2月10日 - 特定郵便局から普通郵便局に局種別改定するとともに、泉郵便局に改称[5]。
- 1975年（昭和50年）8月18日 - 泉市七北田字町から同市将監八丁目に移転。
- 1988年（昭和63年）6月27日 - 仙台北郵便局開局に伴い、集配業務の一部を移管。
- 1992年（平成4年）11月24日 - 泉西郵便局開局に伴い、集配業務の一部を移管。
- 1998年（平成10年）9月1日 - 外国通貨の両替および旅行小切手の売買に関する業務取扱を開始。
- 2007年（平成19年）10月1日 - 民営化に伴い、併設された郵便事業泉支店に一部業務を移管。
- 2012年（平成24年）10月1日 - 日本郵便株式会社の発足に伴い、郵便事業泉支店を泉郵便局に統合。

## 取扱内容
- 郵便、印紙、ゆうパック、内容証明
- 貯金、為替、振替、振込、国際送金、外貨両替、国債、投資信託
- 生命保険、バイク自賠責保険、自動車保険
- ゆうちょ銀行ATM（振替機能対応・ホリデーサービス実施）
- 仙台市泉区の一部地域（〒981-31xx）の集配業務
- ゆうゆう窓口

## 周辺
- 仙台市泉区役所
- 宮城県泉高等学校
- 仙台市立仙台商業高等学校
- 将監風致公園
- ザ・ビッグエクスプレス将監店

## アクセス
- 仙台市地下鉄南北線 泉中央駅から徒歩約18分
- 宮城交通バス 将監八丁目停留所下車
- 東北自動車道 泉ICから南へ約2km
- 駐車場あり：17台